# Голландський хауз
Голландський хауз, Dutch House - стиль електронної музики, що показався в кінці 80-х років, коли музиканти почали проводити експерименти з техно музикою. Про батьківщину стилю говорить сама назва — Dutch в перекладі з англійської: голландський. Його грали переважно в андеграундних клубах Голландії, був відомий дуже вузькому колу слухачів. Загальновідомим і популярним стиль став лише в 2009 році після багатьох мутацій. У наступні роки на стиль вплинули такі напрямки як acid house, hardcore, пізніше - fidjet, нагородили Dutch House. У свою чергу вплинув і tribal. Звідти запозичили партії барабанних дробів і ритмів. Темп варіюється від 124 до 134 ударів на хвилину, бруднуватим звучанням і використанням певних прийомів написання. За базу в Dutch House береться класична звукова архітектура Techno (Бас-бочка, хай-хети, Snaredrum). Стиль характерний потужної бочкою, як правило, з нерівним ритмічним малюнком, відсутністю бас лінії в силу практично повним заповненням діапазону тривалої бочкою і іншими барабанними партіями в ритмі. Так само тут має місце незвичайна, експериментальна і модифікована мелодія з використанням перекручених і атональні звуків і семплів. Варто відзначити, що навіть невеликий набір семплів часто варіюється з різною тональністю і швидкістю.